# Călin Alupi
Călin Alupi (n. 20 iulie 1906, Basarabia, Imperiul Rus – d. 19 septembrie 1988, Iași, România) a fost un desenator și pictor, reprezentant de seamă al postimpresionismului românesc.

## Viața și opera
Fiu de țărani săraci din Basarabia, Călin Alupi va păstra din copilăria și adolescența sa o dragoste profundă pentru natură și un atașament particular pentru oamenii și lucrurile simple, care vor marca întreaga sa operă.
Cu toate că nimic nu-l predestina picturii, vocația lui se manifestă spontan la 13 ani, când intră la Școala normală din Șendriceni. Profesorul său Nicolae Popovici Lespezi îi descoperi talentul și-l îndrumă. Intră în 1925 la Academia de Belle Arte din Iași, avându-l ca profesor pe Ștefan Dimitrescu, datorită căruia își desăvârșește bazele în desen.
Cu toate că sărăcia nu-l părăsi niciodată, primii ani sunt marcați de o mizerie crudă. Trăiește în locuințe salubre și nu subzistă decât datorită unei slabe burse și a unui post de custode a Pinacotecii, obținut prin Ștefan Dimitrescu.
Începând din 1933, participă la diverse expoziții de grup și personale, iar după doi ani este numit profesor suplinitor la Școala normală din Șendriceni. Când Nicolae Tonitza începe pictura schitului Durău, îl ia printre ucenicii săi, alături de Corneliu Baba și Mihai Cămăruț.
În 1940, cariera sa promițătoare este curmată brusc fiind mobilizat și trimis pe front ; va face tot războiul în linia I în condiții extreme de supraviețuire, cu sarcina de a desena pozițiile inamice. La armistițiu, se întoarce de la Odesa (pe jos), cu sechele grave : a contractat un ulcer la stomac și piatră le rinichi care-l vor împiedica, de acum înainte, să urmeze o carieră continuă (va îndura în total zece operații până la moarte). Descoperă cu amărăciune că aproape toate tablourile i-au dispărut, distruse sau furate în timpul războiului.
În 1947, devine profesor la Academia de Belle Arte din Iași. Se căsătorește cu Sanda Constantinescu Ballif, cu care va avea o fiică în 1950, Antonina Alupi, astăzi pictoriță și profesoară de desen la Paris.
În 1954, Belle Artele din Iași se desființează; se stabilește atunci în București cu familia sa. Este profesor la Școala medie de arte plastice din București, până în 1963, când Institutul pedagogic din Iași (fostul Belle Arte) își redeschide porțiile, și se întoarce ca profesor. După ce iese la pensie, în 1968, se întoarce în capitală unde mai stă doisprezece ani. Din 1980, revine definitiv la Iași, unde va trăi cu soția până la sfârșit.
În decursul vieții sale, expozițiile s-au succedat la interval de doi sau trei ani: în România mai ales (Saloanele interregionale de arte plastice din Iași, Expozițiile anuale de grafică din București, Expoziții personale, etc.), dar a participat și la expoziții internaționale (Sofia în 1954, și Varșovia în 1955), a avut expoziții personale în Italia (Roma și Trieste, în 1971) și Franța (Paris și Saint-Germain-en-Laye, în 1979). Nefiind un carierist, nu încercă niciodată să-și promoveze opera executând comenzi pentru Partid, ceea ce explică faptul că fu ținut deoparte, el însuși, de altfel, preocupându-se puțin de reușita socială.
Desenator remarcabil, tablourile sale se recunosc prin tușa lor precisă și virilă. Subiecte adeseori simple, și totdeauna extrase din realitate, ilustrează o înțelegere în profunzime a naturii umane, a peisajelor românești și a oamenilor umili, de care era apropiat (Moș Androne, 1972).
Picta repede și avea darul de a comunica emoția spontană resimțită în contact cu motivul. Este în ziua de astăzi considerat ca unul din cei mai importanți reprezentanți al post-impresionismului românesc.

## Opera prin ochiul criticii
- Nicolae Tonitza:

„E primul an când simt mândria de artist fiindcă am lucrat fără gând de câștig împreună cu ucenicii mei de la Academia din Iași, care s-au comportat admirabil, străduind alături de mine, în chip absolut gratuit (...) Am rămas acum numai cu doi : Baba și Alupi. Foarte bune și devotate elemente. Baba va pleca și el pentru că începe Academia de la Iași, unde are de dat în toamnă niște examene teoretice în restanță. Alupi va rămâne, sper, până mă voi urni eu de aici. Numai să nu mi-l scoată din pepeni și pe ăsta prostia și mojicia vreunui călugăr.”—Nicolae Tonitza, Scrisoare către Cezar Petrescu, 23 octombrie 1936
- George Oprescu:

„Preferințele mele merg spre cele două capete inciziv tratate, energice,frumos colorate ale lui Alupi. Iată două excelente studii pentru portrete, simple, sincere, așa cum se cuvine să fie asemenea lucrări.”—George Oprescu, în Cronica Anualei de pictură din 1949, Universul, 8 octombrie 1949
- Ion Irimescu:

„Călin Alupi rămâne fără șovăire fidel unei credințe și concepții despre pictură și despre puterea dramatică a propriului său simț coloristic, pus în slujba unei idei. Multe din lucrările sale, mai devreme sau mai târziu, își vor avea locul cuvenit printre marile valori ale picturii românești, iar numele lui Călin Alupi va sta alături de cel al lui Nicolae Popa și Corneliu Baba, care (în tinerețe), înflăcărați de aceleași visuri și idealuri, au pornit împreună la drum, fiecare cu talentul și destinul său.”—Ion Irimescu, Convorbiri Literare, nr 7, iulie 1986
- Valentin Ciucă:

„Călin Alupi aparține, cu excelență, generației de aur a picturii românești, cu statut de egalitate valorică față de iluștrii săi congeneri Corneliu Baba și Ion Irimescu. A traversat cu demnitate și cu o impecabilă rectitudine morală vremea, bulversantă pentru artist, a frustrantelor comisii de îndrumare, a absurdelor principii impuse de modelul realismului socialist. Nefiind tentat să cedeze imperativelor timpului, a preferat condiția unui marginalizat. Este de precizat faptul că, în spațiul românesc, puțini au abordat pastelul cu talentul dar și cu exigența lui. Lecția lui Ștefan Luchian, rămasă fără urmări vreme de decenii, și-a aflat în Călin Alupi un înzestrat continuator.”—Valentin Ciucă, Farmecul pastelului.
- Grigore Ilisei:

„Artistul este unul din aceia care nu se mai satură umblând prin natură. El găsește tot timpul prilejuri de încântare în cele ce îl înconjoară. Pentru a-și putea transcrie bogăția trăirilor, emoțiilor sale, Călin Alupi apelează la o tehnică mai potrivită transpunerii spontane și anume pastelul. Culorile de creion au căldură, iar nuanțele ce se pot scoate sunt de-a dreptul luxuriante. Dacă scheletul construcțiilor este simplu, în schimb cromatica pastelată se dovedește rodul unei elaborări migăloase.”—Grigore Ilisei, Un poet al pastelului, Cronica, februarie 1985

## Crezul lui Călin Alupi
"Nepriceput în înconjurări de orice fel, încerc să redau cu sinceritate lumii ceea ce îi datorez - gama emoțiilor trăite în fața formelor și culorilor ei niciodată prea sărace pentru a trebui să le inventez. Dedic un loc deosebit luminii și cromaticii peisajului românesc, acestei țări mândre și binecuvântate între toate țările de pe pământ, în care cu grijă sunt adunate și așezate toate celelalte frumuseți."

## Cronologie
- 1906 - 20 iulie : Se naște Calinic, fiul lui Teodor și al Antoninei Alupi, familie de țărani din satul Vancicăuții Mari, județul Hotin, Basarabia (Imperiul Rus)
- 1917 - Rămâne orfan de tată. Tatăl său, soldat în armata imperială rusă, moare pe front în Galiția.
- 1919 - Devine elev al școlii Normale Șendriceni - Dorohoi, avându-l ca profesor de desen pe pictorul Nicolae Popovici Lespezi.
- 1925 - Student la Academia de Arte Frumoase din Iași, unde face desenul artistic cu Jean I. Cosmovici și pictura cu Ștefan Dimitrescu. În timpul studenției este custode al Pinacotecii ieșene. Obține bursa Schiller și Premiul Grigorovici.
- 1925-26 - Este elev, timp de un an, la școala de Ofițeri de rezervă Bacău.
- 1932 - Absolvent al Academiei de Arte Frumoase din Iași, secția pictură, cu calificativul maxim.
- 1933 - Expune la Salonul Official al Moldovei organizat la Iași.
- 1934 - Expoziție personală la Iași.
- 1935 - Profesor suplinitor la școala Normală din Șendriceni, la catedra de Desen și Caligrafie.
- 1936 - Se întoarce la Iași și participă la expoziții locale. Începând cu acest an a pictat sub îndrumarea lui Nicolae Tonitza (alături de Corneliu Baba, Mihai Cămăruț și alții) schitul Durău, de sub Ceahlău.
- 1938 - Expune în cadrul grupului de artiști moldoveni " Grup Ieșean ", la București, sala Dalles, alături de Al. Clavel, Mihai Cămăruț șî N. Popa. Expoziția a fost comentată favorabil în Adevărul literar și artistic.
- 1939 - Expune la Salonul Official al Moldovei organizat la Iași.
- 1940-44 - Este mobilizat și trimis pe front. Face tot războiul în linia I - ca desenator a pozițiilor inamice.
- 1944 - Expune la Salonul Official de pictură și sculptură de la București.
- 1945 - Locotenentul în rezervă Călin Alupi este decorat cu ordinul "Coroana României " cu spade în Gradul de Cavaler cu panglica de " Virtute Militară ". Decorarea sa pentru merite deosebite de arme este menționată în Monitorul Official din 7 aprilie 1945.
- 1946 - Expune în cadrul grupului de artiști moldoveni la București, Sala Dalles, alături de Ion Irimescu, Petre Hârtopeanu și Nicolae Popa.
- 1947 - Este numit asistent la catedra de desen a Academiei de Arte Frumoase din Iași, devine în scurt timp profesor.
- 1948 - Participă la Anuala de Stat de pictură și sculptură organizată la București.

Participă la Expoziția regională de grafică de la Iași.
Se căsătorește cu Sanda Constantinescu Ballif.
- 1949 - Participă la Expoziția anuală de pictură și sculptură organizată la București.
- 1950 - Profesor la școala medie de arte plastice din Iași.

Se naște unica fiică, Antonina, pictoriță și profesoară de pictură la Paris. 	
- 1953 - Participă la Expoziția anuală de Stat a artelor plastice organizată la București.
- 1954 - Participă la Expoziția de artă românească de la Sofia; primește o diplomă de onoare.
- Expune la Expoziția anuală de Stat a artelor plastice organizată la București.

Este numit profesor la școala medie de arte plastice de la București.
- 1955 - Participă la Expoziția interregională de artă plastică organizată la Iași.

Participă la Expoziția de grafică românească organizată la Varșovia.
- 1956 - Participă la Interregionala de artă plastică organizată la Iași.

Participă la Expoziția anuală de grafică București.
- 1957 - Expune la Interregionala de pictură sculptură și grafică Iași.
- 1958 - Participă la expoziția anuală de grafică București. Prezența sa este remarcată în cronica publicată de Petru Comărnescu în " Informația " din Ianuarie 1958.
- 1962-67 - Este numit profesor de pictură la Institutul pedagogic din Iași, dar familia rămâne în București.

Participă la toate expozițiile interregionale de pictură din Iași.
- 1966 - Călătorie de documentare în Ungaria și Cehoslovacia.
- 1971 - Expoziție personală de pictură la Galeriile Corso din Trieste - Italia.

Expoziție personală de pictură la Centro Australiano Qantas din Roma.
- 1972 - Salon Internațional Paris-Sud.
- 1973 - Expune la Salonul Internațional de Arte de la Paris organizat de Societatea Artiștilor Autonomi.
- 1975 - 19 februarie - Evocare " Nicolae Tonitza " în cadrul Serii muzeale omagiale organizate de Muzeul de Artă al României.
- 1976 - Expoziție personală la " Căminul Artei ", București.

Expoziție personală la Galeriile de artă, Iași.
Participă la Festivalul de artă " Voronețiana ", Suceava. 	
- 1978 - Expoziție retrospectivă - Muzeul Național de Artă - București.

Evocare " Ștefan Dimitrescu " în cadrul Serii muzeale omagiale organizată la Muzeul de Artă din Iași.
- 1979 - Participare la Expoziția de la Maison Nationale des Artistes din Paris.

Expoziție personală la Saint Germain en Laye - Franța.
- 1980 - Se întoarce definitiv la Iași.
- 1985 - Expoziție de pastel la Galeriile Casei Cărții din Iași.
- 1986 - Expoziție la Galeria Comitetului de cultură al județului Iași.
- 20 iulie - Seară omagială la Palatul Culturii din Iași. Sărbătoarea a 80 de ani de viață.

Expoziție în Sala " Coandă ".
- 1988 - 19 septembrie : se stinge din viață la Iași, fiind înmormântat în Cimitirul Eternitatea din Iași

## Opere în colecții publice
| Opere în colecții publice Fotografii ale acestor lucrări și numerele de inventar se pot vedea în catalogul raisonné online. | |
| --- | --- |
| \| 1. în Rusia -- la Sankt Petersburg, Muzeul Ermitaj 1. 1965, Mănăstirea Golia, ulei pe pânză 59 x 62.5 cm, tablou vizibil în colecția permanentă a muzeului (sala 429 a Clădirii Statului Major General, care adăpostește faimoasa colecție de pictori impresioniști francezi) [2] 2. în Franța -- la Nisa, Muzeul de Arte Plastice 1. circa 1956, Antonina, ulei pe carton, 42 x 33.5 cm 3. în Franța -- la Deauville, Muzeul „Les Franciscaines” 1. 1984, Cai albi la pășune, pastel, 44 x 63 cm 4. în România -- la București: • la Muzeul Național de Artă al României: • în cărbune: 1. înainte de 1978, Cazangiu, 30 x 23.5 cm 2. înainte de 1978, Ștemuitor, 23.5 x 30 cm • în pastel: 1. 1948, Maramureșence la câmp, 30 x 24 cm 2. 1953, Pentru pace, 57.5 x 47 cm 3. 1953, Poetul Mihai Codreanu, 61 x 49 cm 4. 1953, Poetul Mihai Codreanu (profil), 61 x 49 cm 5. 1954, Casa în care a trăit Octav Băncilă, 47.5 x 70 cm 6. înainte de 1956, Rafinăria de la Câmpina, 51.5 x 64.5 cm 7. 1956, Portret de fată - Popovici, 51.5 x 64.5 cm 8. 1960, Ruinele cetății Rodna Veche, 76 x 56.5 cm 9. poate 1960-61, Muncitori la o sondă, 50 x 70 cm 10. 1975, Vizitatori la Cetatea Râșnov, 61.5 x 50 cm 11. 1975, Ziduri medievale, 61.5 x 50 cm 12. 1977, Peisaj din Copou, 43 x 57 cm • în ulei: 1. 1946, Case mărginind un teren în construcție, 66 x 78 cm 2. poate 1950, Țăran din Turdaș, 43 x 37 cm • la Muzeul Național de Istorie a României: 1. 1946-47, Colț din Iașul vechi, ulei pe carton 50 x 36 cm • la Parlamentul României: 1. poate 1982, Uliță spre mănăstirea Neamț, ulei, 50 x 62.2 cm 2. poate anii '80, Buchet cu bobițe roșii pe fond verde, ulei pe carton, 60 x 71 cm 3. poate anii '80, Peisaj din Hlincea (sau din Dobrogea ?), pastel, 41 x 54.5 cm 5. în România -- la Bacău: • la Muzeul de Artă: 1. 1963, Peisaj cu taur, ulei pe carton, 49.5 x 61.5 cm 2. înainte de 1964, Portret de studentă, ulei pe pânză, 70 x 53.5 cm 3. înainte de 1967, Scriitorul Demostene Botez, ulei pe pânză, 75.5 x 55.5 cm • la Casa de Cultură „Vasile Alecsandri”: 1. Studiu (cap de femeie) 2. 1961, Băiatul minerului, ulei pe carton, 62 x 47 cm, signé en haut à droite en blanc 6. în România -- la Fălticeni: • la Muzeul de Artă „Ion Irimescu”: 1. 1949, Mariana, pastel, 26 x 18 cm, semnat dreapta jos 2. 1960, Fetița pădurarului, pastel, 45 x 34 cm • la Spațiul muzeal Grigore Ilisei (la Biblioteca Municipală „Eugen Lovinescu”): 1. 1987, Ecaterina, sanghină închisă, 25 x 20 cm 7. în România -- la Piatra Neamț la Muzeul Județean de Artă: 1. poate 1958, Peisaj de Bistrița, ulei pe carton, 54 x 70 cm 8. în România -- la Brăila la Muzeul Județean: 1. 1953, Spălătoreasă cu rufe, pastel, 66 x 52 cm 9. în România -- la Bistrița-Năsăud, Muzeul Memorial „Liviu Rebreanu”: 1. poate după 1956, Vatra lui Ion, din satul Prislop (muzeul memorial Liviu Rebreanu), pastel, 38 x 28 cm 2. 1957 ou 1963?, Rodovica Boldijer - Ana lui Rebreanu - la 75 de ani, ulei pe pânză, 55 x 42 cm 10. în România -- la Baia Mare, Muzeul Județean: 1. Luminiș, ulei pe carton, 49 x 69 cm 2. Portret de fată cu șapcă albastră, ulei pe carton, 53.3 x 40 cm \| 11. în România -- la Iași: • la Muzeul de Artă din Iași: • în desen: 1. înainte de 1956, Pictor desenând, cărbune și cretă, 67.2 x 50 cm 2. 1957 sau 1963, Ana lui Rebreanu la 75 de ani (Rodovica Boldijer), desen coloriat, 28 x 19 cm • în pastel: 1. 1949, Clopotnița de la Cetățuia, 29.5 x 22 cm 2. 1949, Cap de tânără, 23 x 17 cm 3. 1952, Printre viile din Bucium, 46 x 62 cm 4. 1954, Portret de student coreean, 55.5 x 44.3 cm 5. 1955, Tovarășul Mititelu - Atelier CFR - Ilie Pintilie, 56.5 x 48 cm 6. 1957, Modelul, 65 x 50 cm 7. 1958, Spre seară, 51 x 62 cm 8. 1962, Peisaj din Abrud, 68 x 50 cm 9. 1962, Stradă din Abrud, 70 x 50 cm 10. 1965, Casă în vie (Sediul Brigăzii nr 1 Bucium), 50 x 69 cm 11. 1977, Casă între grădini - Bucium, 41 x 59 cm 12. 1984, Cal în peisaj, 48 x 61 cm • în ulei: 1. 1934, Portretul lui Emanoil Bardasare, 76 x 62 cm 2. 1934, Portret de bătrân, 70.5 x 50 cm 3. 1939, Tuberoze, 70 x 52 cm 4. înainte de 1946, Nocturnă (Printre blocuri), 67 x 47 cm 5. 1947, Iarnă - Rufe la uscat, 49 x 36 cm 6. 1948, Studiu (1907), 86 x 100 cm 7. 1956, Peisaj din Tătărași (Șantierul conductei Iași-Prut), 84 x 110 cm 8. 1963, Portret în albastru, 83 x 66 cm 9. înainte de 1967, Santinelă în post, 44 x 33 cm 10. 1967, Casa Sadoveanu, 63 x 79 cm 11. poate anii '70, Jeune femme rousse en robe verte 12. 1973, Ghelarul în ceață, 50 x 70 cm 13. 1974, Autoportret, 65 x 54 cm 14. 1976, Casă la Corni, 51 x 68 cm 15. 1977, Ciclul "1907" - Jandarmii vin în sat, 64 x 79 cm 16. 1977, Iarnă în București (înserare printre blocuri), 96 x 74 cm • la Colecția „Ecaterina și Grigore Ilisei” de la Mănăstirea Frumoasa: 1. poate anii '80, Flori - armonie rece, pastel, 51.5 x 41 cm 2. poate anii '70, Casă izolată înainte de furtună, ulei pe carton, 50 x 62 cm 3. poate anii '80, Tufănele, ulei pe carton, 50 x 38 cm • la Muzeul Național al Literaturii Române din Iași: 1. circa 1934, Actorul Miluță Gheorghiu, ulei pe carton 12. în România -- la Suceava la Muzeul Național al Bucovinei: 1. 1949, Împletind, pastel, 35 x 25.5 cm 2. 1974, Satul lui Ciprian Porumbescu, pastel, 48 x 64 cm 3. înainte de 1965, Muncitoare, ulei pe carton, 40.5 x 32 cm 13. în România -- la Botoșani la Muzeul Județean: 1. Portret - Mătușa Sofia, ulei pe carton, 61 x 45 cm 2. Natură statică cu zarzavaturi, ulei pe carton, 50 x 70 cm 3. 1947-48, Mecanic de locomotivă, ulei pe carton, 19 x 17 cm 4. înainte de 1960, Atelierele Poiana Câmpinii, pastel, 65 x 51 cm 5. înainte de 1960, Turnul mănăstirii Neamț, pastel, 66 x 50.5 cm, face parte din colecția permanentă a muzeului Ștefan Luchian din Ștefănești 6. 1985, Peisaj industrial - CUG Iași, pastel, 80 x 62 cm 14. în România -- la Muzee sau instituții din România neidentificate: 1. 1971, Sanda citind, pastel, 31 x 27 cm, fosta colecție CCES (Consiliul Culturii și Educației Socialiste). Tablourile acestei colecții au fost repartizatet prin diverse muzee din România prin anii '80. 2. 1974, Tulcea, ulei pe pânză, 46.5 x 60.5 cm, deasemeni ex-CCES. Aceste două tablouri sunt reproduse în catalogul expoziției la Muzeul Național de Artă al României din 1978. 3. înainte de 1979, Portret de bărbat cu barbă și mustăți, ulei pe carton, 35 x 33 cm, se găsește o fișă de descriere cu poză alb negru pe site-ul culturalia.ro. Tabloul era la Câmpulung Muscel în 1979. \| | |
| 1. în Rusia -- la Sankt Petersburg, Muzeul Ermitaj 1. 1965, Mănăstirea Golia, ulei pe pânză 59 x 62.5 cm, tablou vizibil în colecția permanentă a muzeului (sala 429 a Clădirii Statului Major General, care adăpostește faimoasa colecție de pictori impresioniști francezi) 2. în Franța -- la Nisa, Muzeul de Arte Plastice 1. circa 1956, Antonina, ulei pe carton, 42 x 33.5 cm 3. în Franța -- la Deauville, Muzeul „Les Franciscaines” 1. 1984, Cai albi la pășune, pastel, 44 x 63 cm 4. în România -- la București: • la Muzeul Național de Artă al României: • în cărbune: 1. înainte de 1978, Cazangiu, 30 x 23.5 cm 2. înainte de 1978, Ștemuitor, 23.5 x 30 cm • în pastel: 1. 1948, Maramureșence la câmp, 30 x 24 cm 2. 1953, Pentru pace, 57.5 x 47 cm 3. 1953, Poetul Mihai Codreanu, 61 x 49 cm 4. 1953, Poetul Mihai Codreanu (profil), 61 x 49 cm 5. 1954, Casa în care a trăit Octav Băncilă, 47.5 x 70 cm 6. înainte de 1956, Rafinăria de la Câmpina, 51.5 x 64.5 cm 7. 1956, Portret de fată - Popovici, 51.5 x 64.5 cm 8. 1960, Ruinele cetății Rodna Veche, 76 x 56.5 cm 9. poate 1960-61, Muncitori la o sondă, 50 x 70 cm 10. 1975, Vizitatori la Cetatea Râșnov, 61.5 x 50 cm 11. 1975, Ziduri medievale, 61.5 x 50 cm 12. 1977, Peisaj din Copou, 43 x 57 cm • în ulei: 1. 1946, Case mărginind un teren în construcție, 66 x 78 cm 2. poate 1950, Țăran din Turdaș, 43 x 37 cm • la Muzeul Național de Istorie a României: 1. 1946-47, Colț din Iașul vechi, ulei pe carton 50 x 36 cm • la Parlamentul României: 1. poate 1982, Uliță spre mănăstirea Neamț, ulei, 50 x 62.2 cm 2. poate anii '80, Buchet cu bobițe roșii pe fond verde, ulei pe carton, 60 x 71 cm 3. poate anii '80, Peisaj din Hlincea (sau din Dobrogea ?), pastel, 41 x 54.5 cm 5. în România -- la Bacău: • la Muzeul de Artă: 1. 1963, Peisaj cu taur, ulei pe carton, 49.5 x 61.5 cm 2. înainte de 1964, Portret de studentă, ulei pe pânză, 70 x 53.5 cm 3. înainte de 1967, Scriitorul Demostene Botez, ulei pe pânză, 75.5 x 55.5 cm • la Casa de Cultură „Vasile Alecsandri”: 1. Studiu (cap de femeie) 2. 1961, Băiatul minerului, ulei pe carton, 62 x 47 cm, signé en haut à droite en blanc 6. în România -- la Fălticeni: • la Muzeul de Artă „Ion Irimescu”: 1. 1949, Mariana, pastel, 26 x 18 cm, semnat dreapta jos 2. 1960, Fetița pădurarului, pastel, 45 x 34 cm • la Spațiul muzeal Grigore Ilisei (la Biblioteca Municipală „Eugen Lovinescu”): 1. 1987, Ecaterina, sanghină închisă, 25 x 20 cm 7. în România -- la Piatra Neamț la Muzeul Județean de Artă: 1. poate 1958, Peisaj de Bistrița, ulei pe carton, 54 x 70 cm 8. în România -- la Brăila la Muzeul Județean: 1. 1953, Spălătoreasă cu rufe, pastel, 66 x 52 cm 9. în România -- la Bistrița-Năsăud, Muzeul Memorial „Liviu Rebreanu”: 1. poate după 1956, Vatra lui Ion, din satul Prislop (muzeul memorial Liviu Rebreanu), pastel, 38 x 28 cm 2. 1957 ou 1963?, Rodovica Boldijer - Ana lui Rebreanu - la 75 de ani, ulei pe pânză, 55 x 42 cm 10. în România -- la Baia Mare, Muzeul Județean: 1. Luminiș, ulei pe carton, 49 x 69 cm 2. Portret de fată cu șapcă albastră, ulei pe carton, 53.3 x 40 cm | 11. în România -- la Iași: • la Muzeul de Artă din Iași: • în desen: 1. înainte de 1956, Pictor desenând, cărbune și cretă, 67.2 x 50 cm 2. 1957 sau 1963, Ana lui Rebreanu la 75 de ani (Rodovica Boldijer), desen coloriat, 28 x 19 cm • în pastel: 1. 1949, Clopotnița de la Cetățuia, 29.5 x 22 cm 2. 1949, Cap de tânără, 23 x 17 cm 3. 1952, Printre viile din Bucium, 46 x 62 cm 4. 1954, Portret de student coreean, 55.5 x 44.3 cm 5. 1955, Tovarășul Mititelu - Atelier CFR - Ilie Pintilie, 56.5 x 48 cm 6. 1957, Modelul, 65 x 50 cm 7. 1958, Spre seară, 51 x 62 cm 8. 1962, Peisaj din Abrud, 68 x 50 cm 9. 1962, Stradă din Abrud, 70 x 50 cm 10. 1965, Casă în vie (Sediul Brigăzii nr 1 Bucium), 50 x 69 cm 11. 1977, Casă între grădini - Bucium, 41 x 59 cm 12. 1984, Cal în peisaj, 48 x 61 cm • în ulei: 1. 1934, Portretul lui Emanoil Bardasare, 76 x 62 cm 2. 1934, Portret de bătrân, 70.5 x 50 cm 3. 1939, Tuberoze, 70 x 52 cm 4. înainte de 1946, Nocturnă (Printre blocuri), 67 x 47 cm 5. 1947, Iarnă - Rufe la uscat, 49 x 36 cm 6. 1948, Studiu (1907), 86 x 100 cm 7. 1956, Peisaj din Tătărași (Șantierul conductei Iași-Prut), 84 x 110 cm 8. 1963, Portret în albastru, 83 x 66 cm 9. înainte de 1967, Santinelă în post, 44 x 33 cm 10. 1967, Casa Sadoveanu, 63 x 79 cm 11. poate anii '70, Jeune femme rousse en robe verte 12. 1973, Ghelarul în ceață, 50 x 70 cm 13. 1974, Autoportret, 65 x 54 cm 14. 1976, Casă la Corni, 51 x 68 cm 15. 1977, Ciclul "1907" - Jandarmii vin în sat, 64 x 79 cm 16. 1977, Iarnă în București (înserare printre blocuri), 96 x 74 cm • la Colecția „Ecaterina și Grigore Ilisei” de la Mănăstirea Frumoasa: 1. poate anii '80, Flori - armonie rece, pastel, 51.5 x 41 cm 2. poate anii '70, Casă izolată înainte de furtună, ulei pe carton, 50 x 62 cm 3. poate anii '80, Tufănele, ulei pe carton, 50 x 38 cm • la Muzeul Național al Literaturii Române din Iași: 1. circa 1934, Actorul Miluță Gheorghiu, ulei pe carton 12. în România -- la Suceava la Muzeul Național al Bucovinei: 1. 1949, Împletind, pastel, 35 x 25.5 cm 2. 1974, Satul lui Ciprian Porumbescu, pastel, 48 x 64 cm 3. înainte de 1965, Muncitoare, ulei pe carton, 40.5 x 32 cm 13. în România -- la Botoșani la Muzeul Județean: 1. Portret - Mătușa Sofia, ulei pe carton, 61 x 45 cm 2. Natură statică cu zarzavaturi, ulei pe carton, 50 x 70 cm 3. 1947-48, Mecanic de locomotivă, ulei pe carton, 19 x 17 cm 4. înainte de 1960, Atelierele Poiana Câmpinii, pastel, 65 x 51 cm 5. înainte de 1960, Turnul mănăstirii Neamț, pastel, 66 x 50.5 cm, face parte din colecția permanentă a muzeului Ștefan Luchian din Ștefănești 6. 1985, Peisaj industrial - CUG Iași, pastel, 80 x 62 cm 14. în România -- la Muzee sau instituții din România neidentificate: 1. 1971, Sanda citind, pastel, 31 x 27 cm, fosta colecție CCES (Consiliul Culturii și Educației Socialiste). Tablourile acestei colecții au fost repartizatet prin diverse muzee din România prin anii '80. 2. 1974, Tulcea, ulei pe pânză, 46.5 x 60.5 cm, deasemeni ex-CCES. Aceste două tablouri sunt reproduse în catalogul expoziției la Muzeul Național de Artă al României din 1978. 3. înainte de 1979, Portret de bărbat cu barbă și mustăți, ulei pe carton, 35 x 33 cm, se găsește o fișă de descriere cu poză alb negru pe site-ul culturalia.ro. Tabloul era la Câmpulung Muscel în 1979. |

## Galerie

Lucrări de Călin Alupi
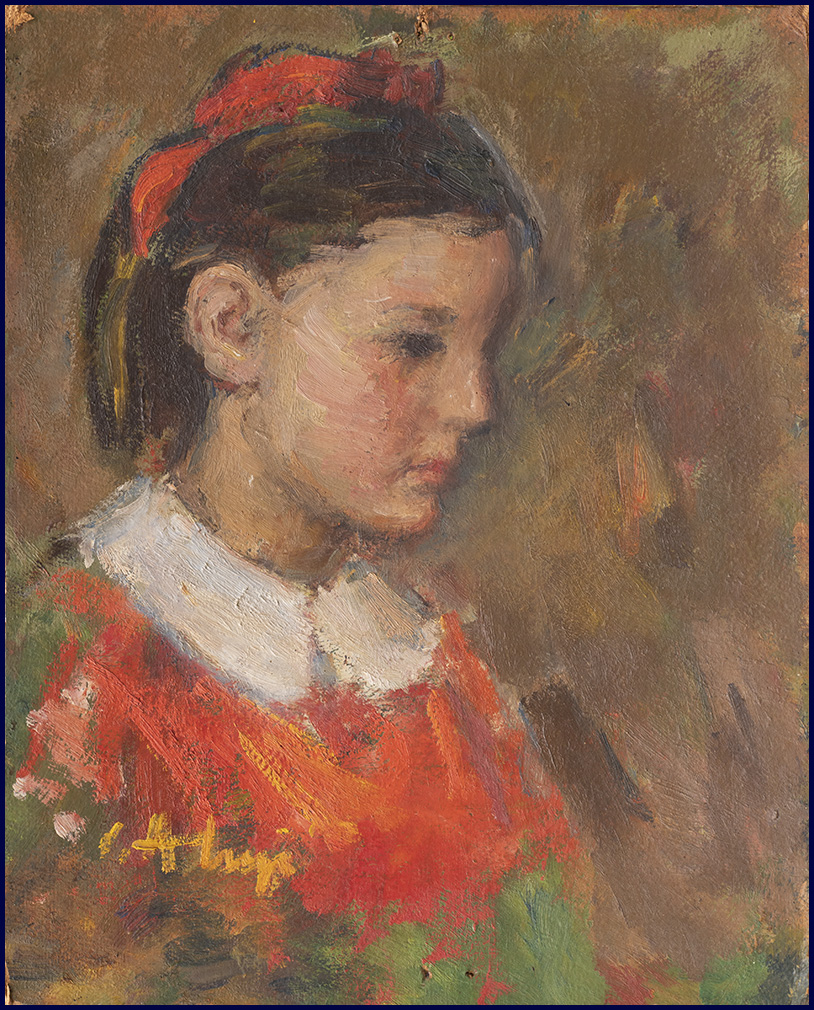
Antonina (circa 1956), ulei pe carton, 42 x 33.5 cm, Nisa, Muzeul de Arte Plastice.
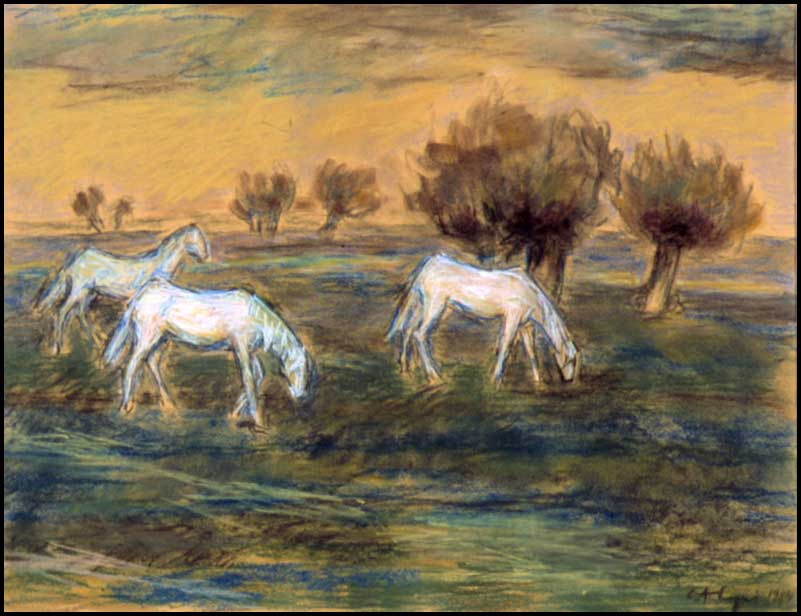
Cai albi la pășune (1984), pastel, 44 x 63 cm, Deauville, Muzeul „Les Franciscaines”.
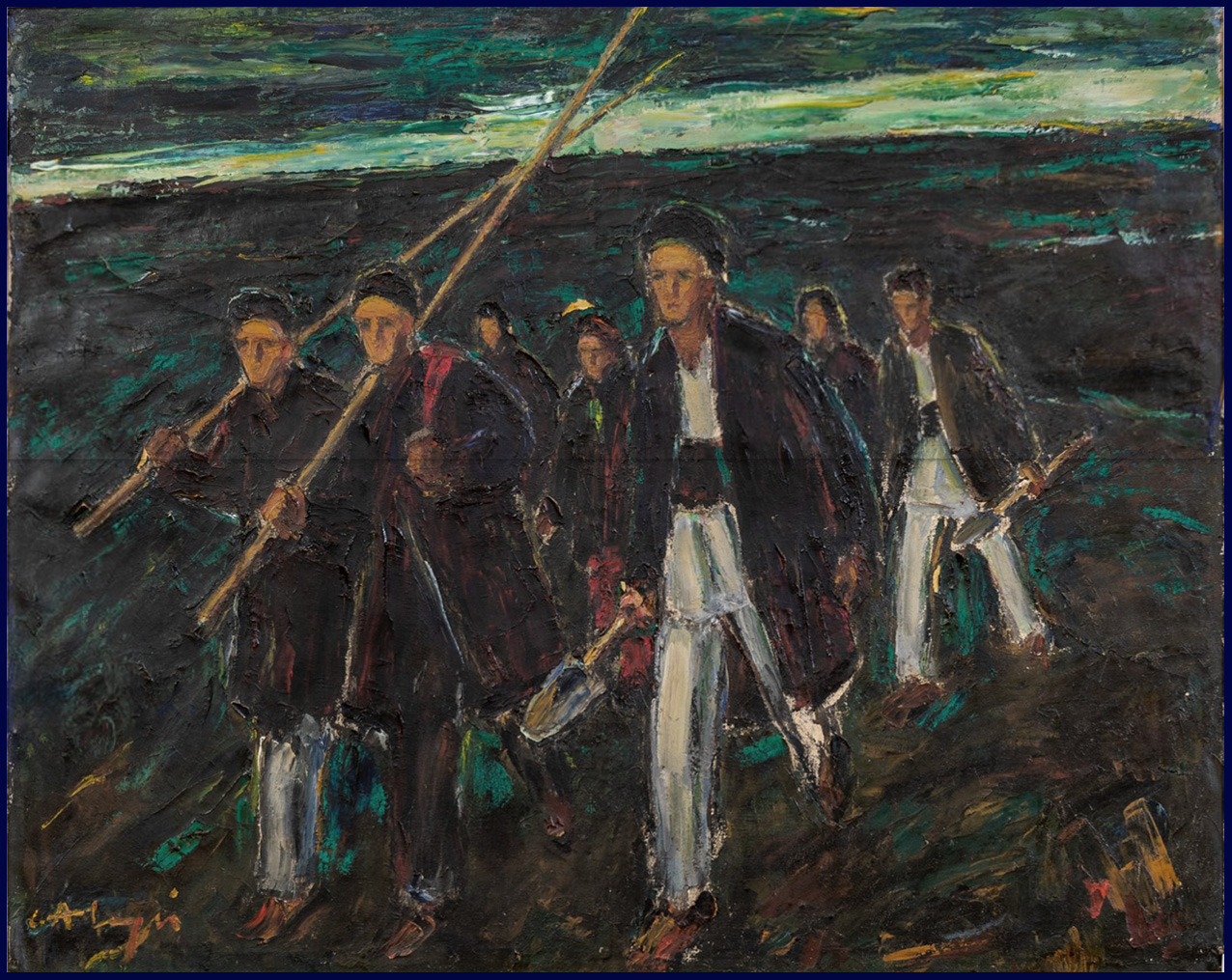
Studiu, 1907 (1948), ulei pe pânză, 86 x 100 cm, Muzeul de Artă din Iași.
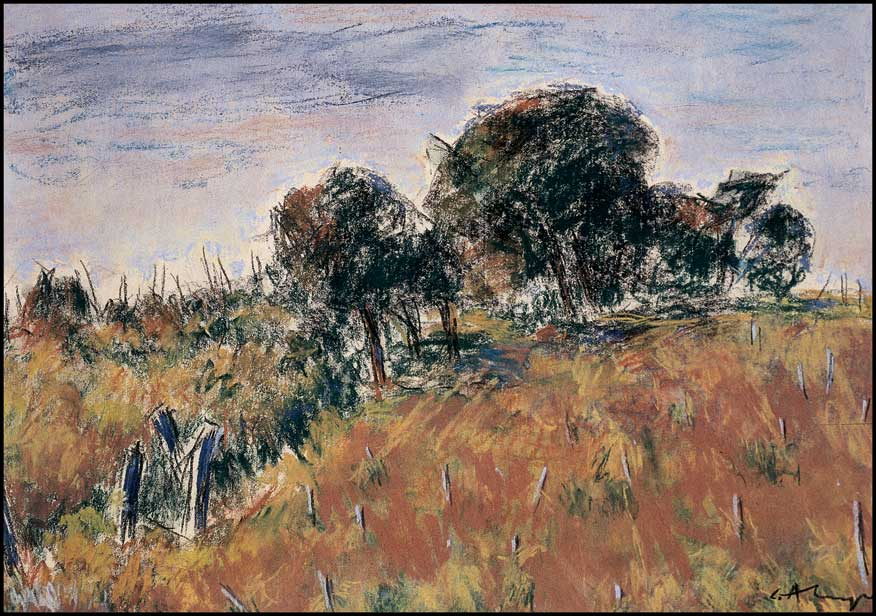
Printre viile din Bucium (1952), pastel, 46 x 62 cm, Muzeul de Artă din Iași.
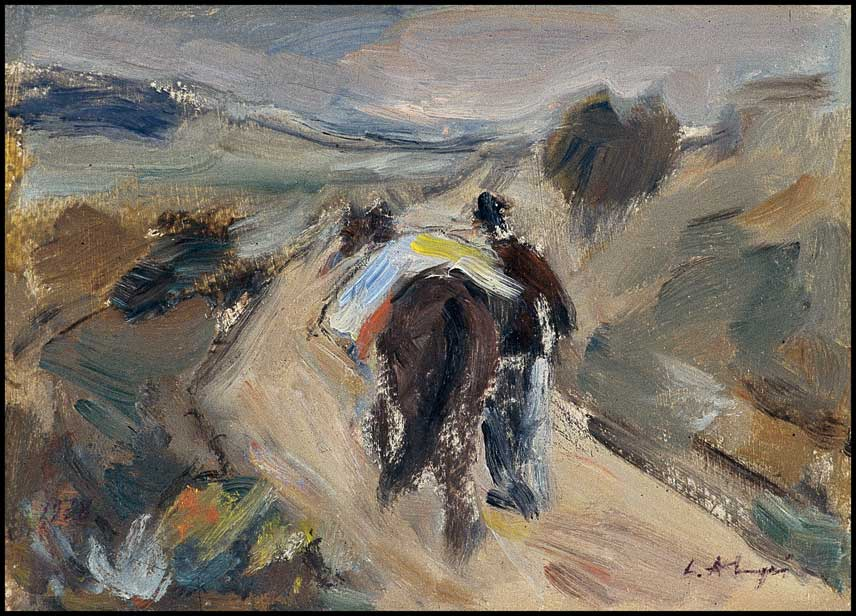
Omul cu calul (1948), ulei pe carton, 19 x 26 cm, colecție particulară.
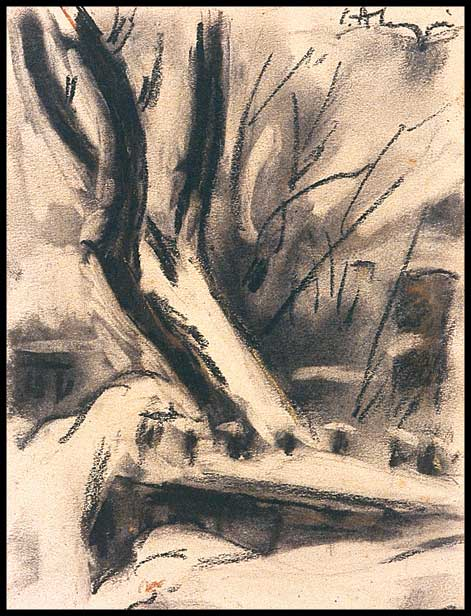
Salcie sub zăpadă (1955), cărbune, 18.5 x 14 cm, colecție particulară.
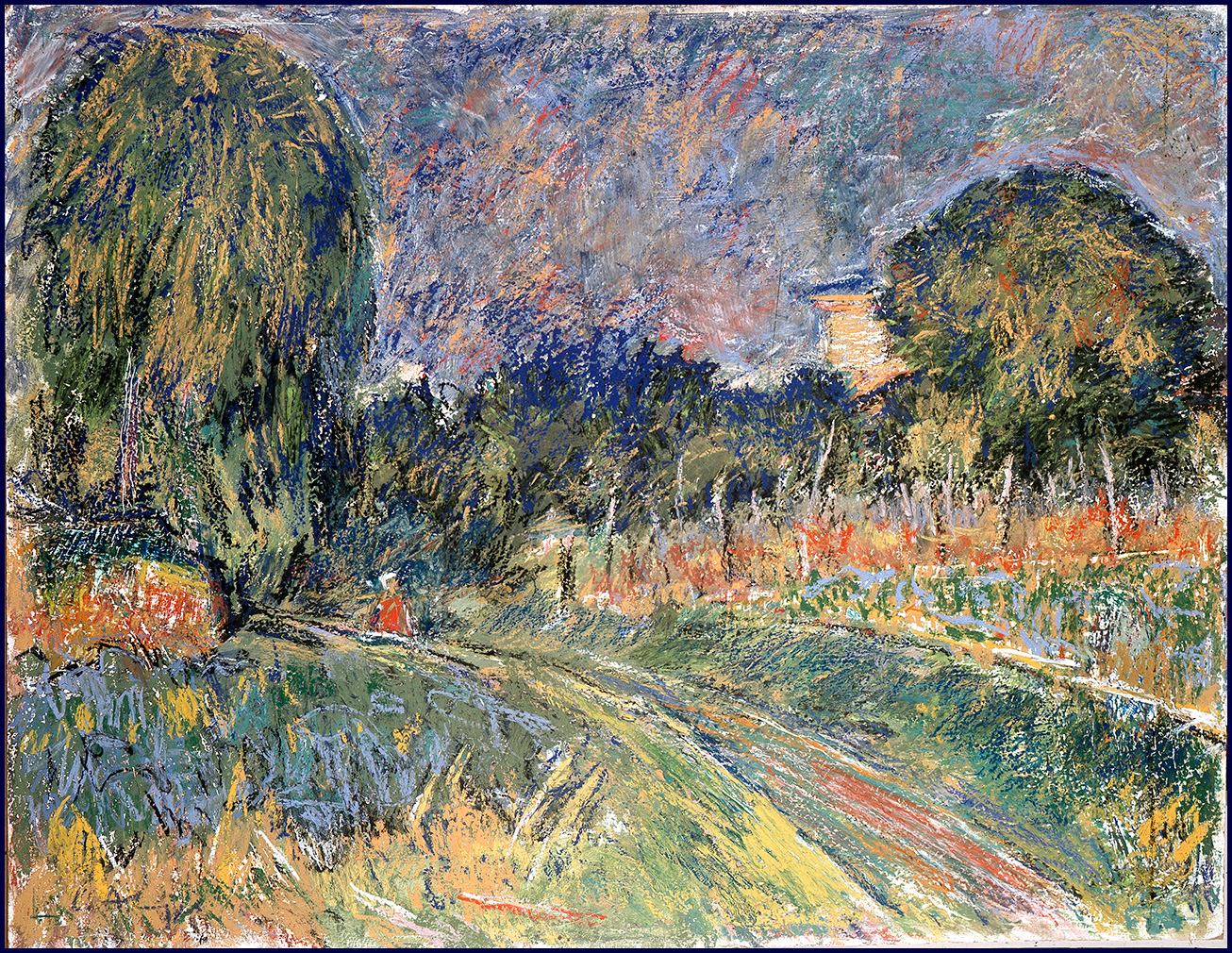
Personaj în roșu pe o uliță lungind gradini (1968), cera pastel, 48 x 63 cm, colecție necunoscută.
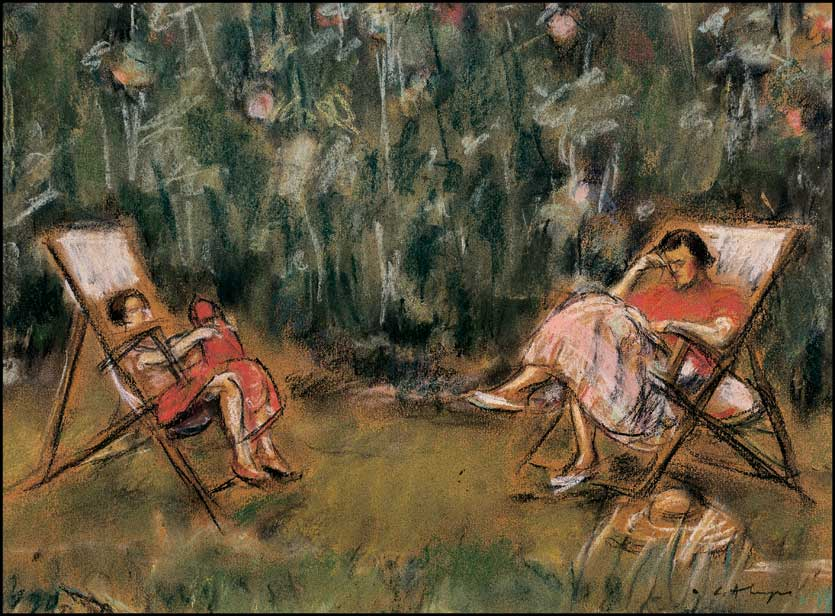
Sanda și Antonina la Nemțișor (1960), pastel, 35 x 48 cm, colecție particulară.
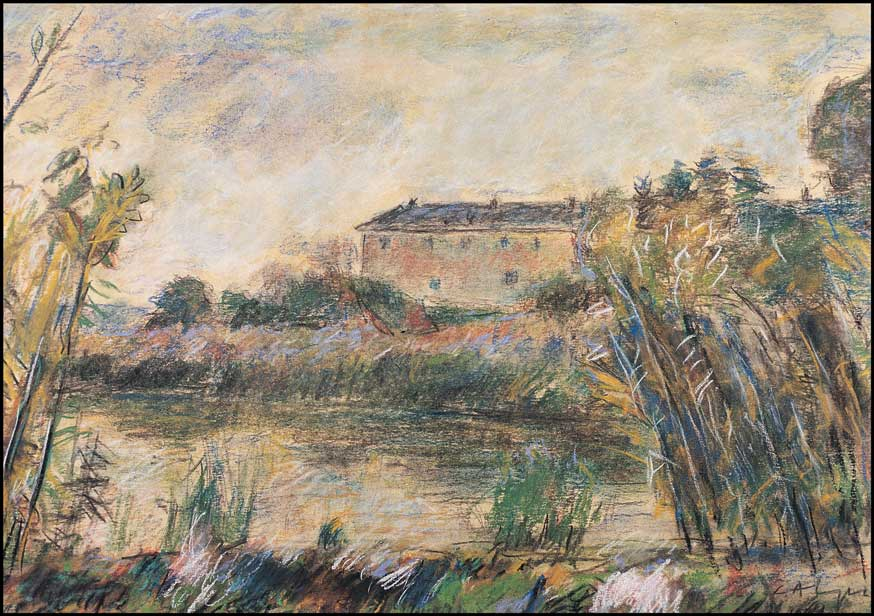
Trestii pe lacul Cernica (poate 1971), pastel, 44 x 63 cm, colecție particulară.
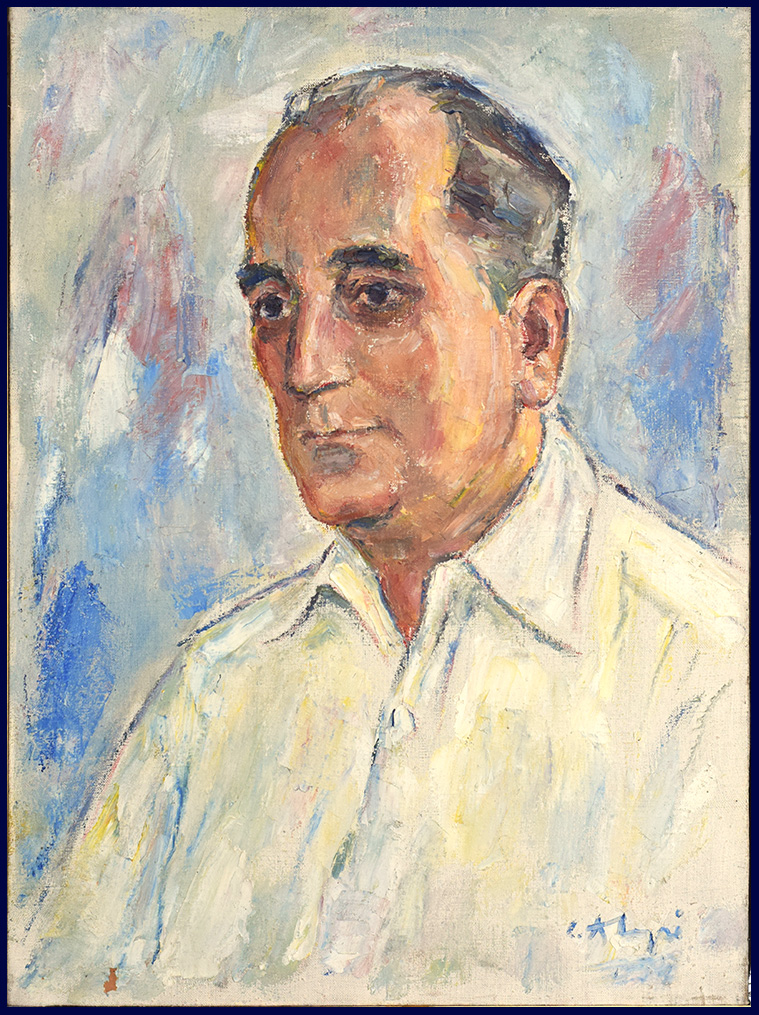
Scriitorul Demostene Botez (înainte de 1967), ulei pe pânză, 75.5 x 55.5 cm, Muzeul de Artă din Bacău.
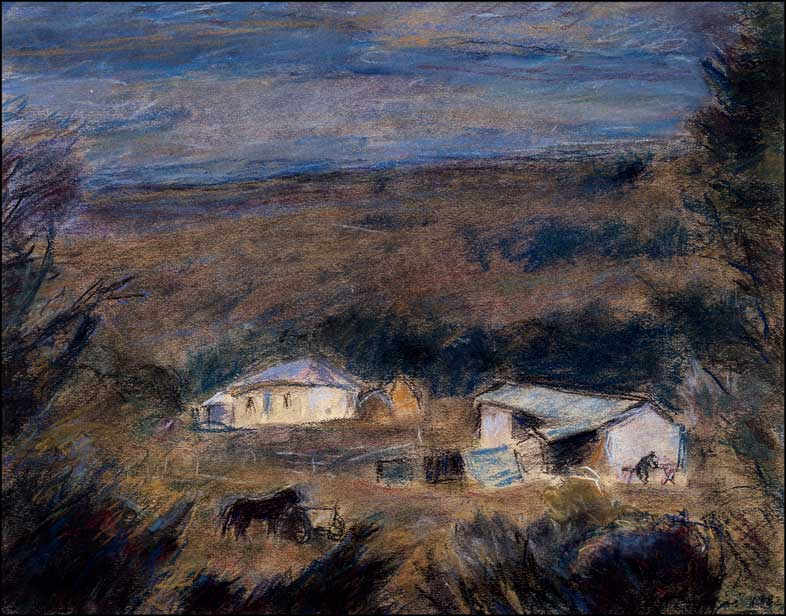
Stâna la Repedea pe înserat (1982), pastel, 42 x 55 cm, colecție particulară.
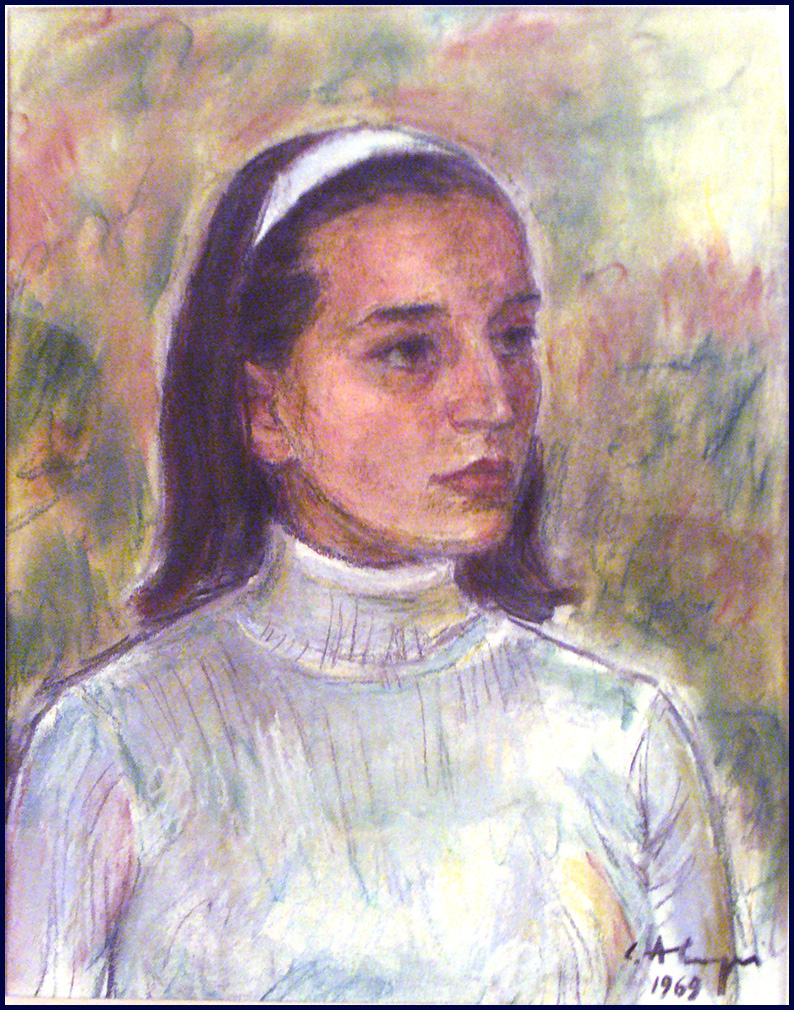
Domnișoară cu bandou și pulover cu gât albi (Dra Franca Alfieri) (1969), pastel, 35 x 48 cm, colecție particulară (Italie).
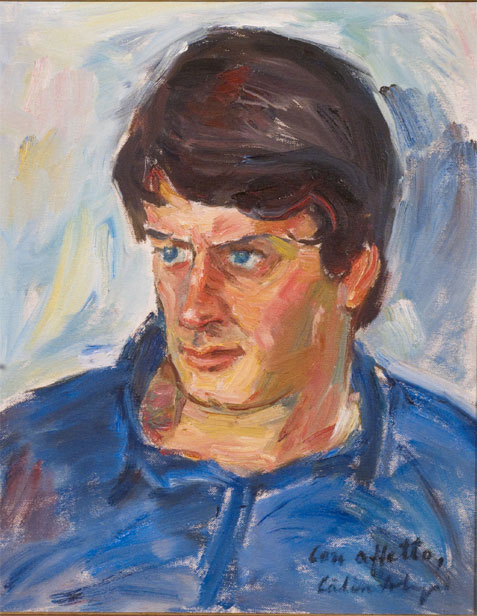
Avocatul Alfredo Bianchi (1971), ulei pe pânză, 50 x 40 cm, colecție particulară (Italie).
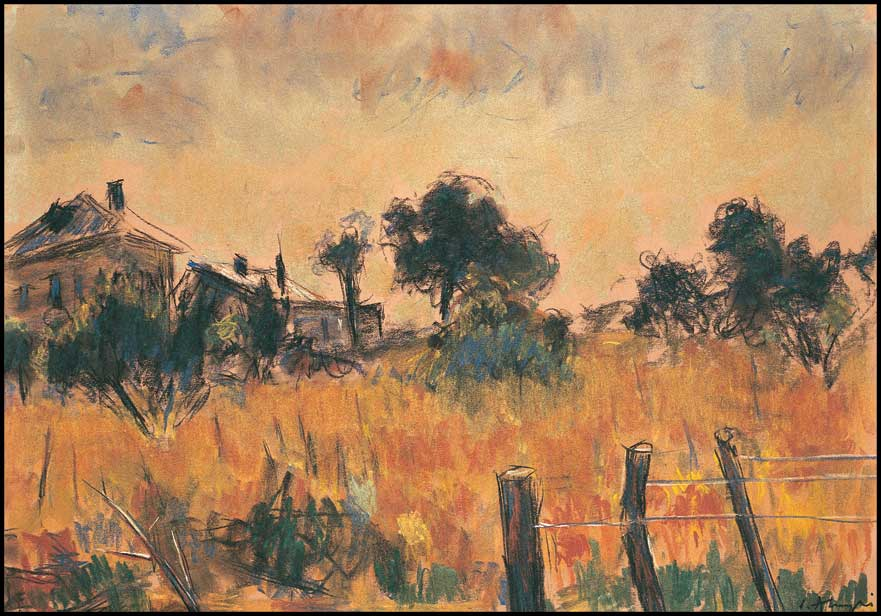
Casă în vie (Sediul Brigăzii nr 1 Bucium) (1965), pastel, 50 x 69 cm, Muzeul de Artă din Iași.
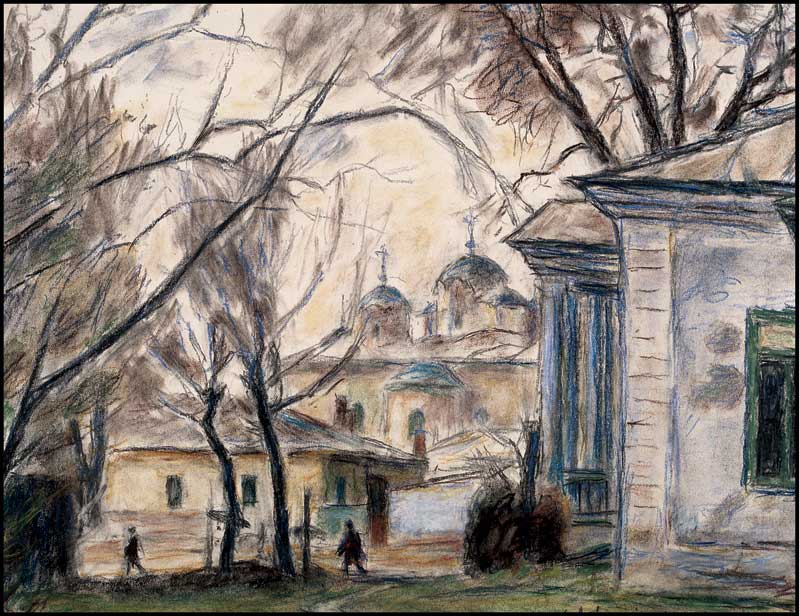
Vechia stradă Anastasie Panu (cu biserica Bărboi la spate) la Iași (1983), ulei pe carton, 49 x 63 cm, colecție particulară.
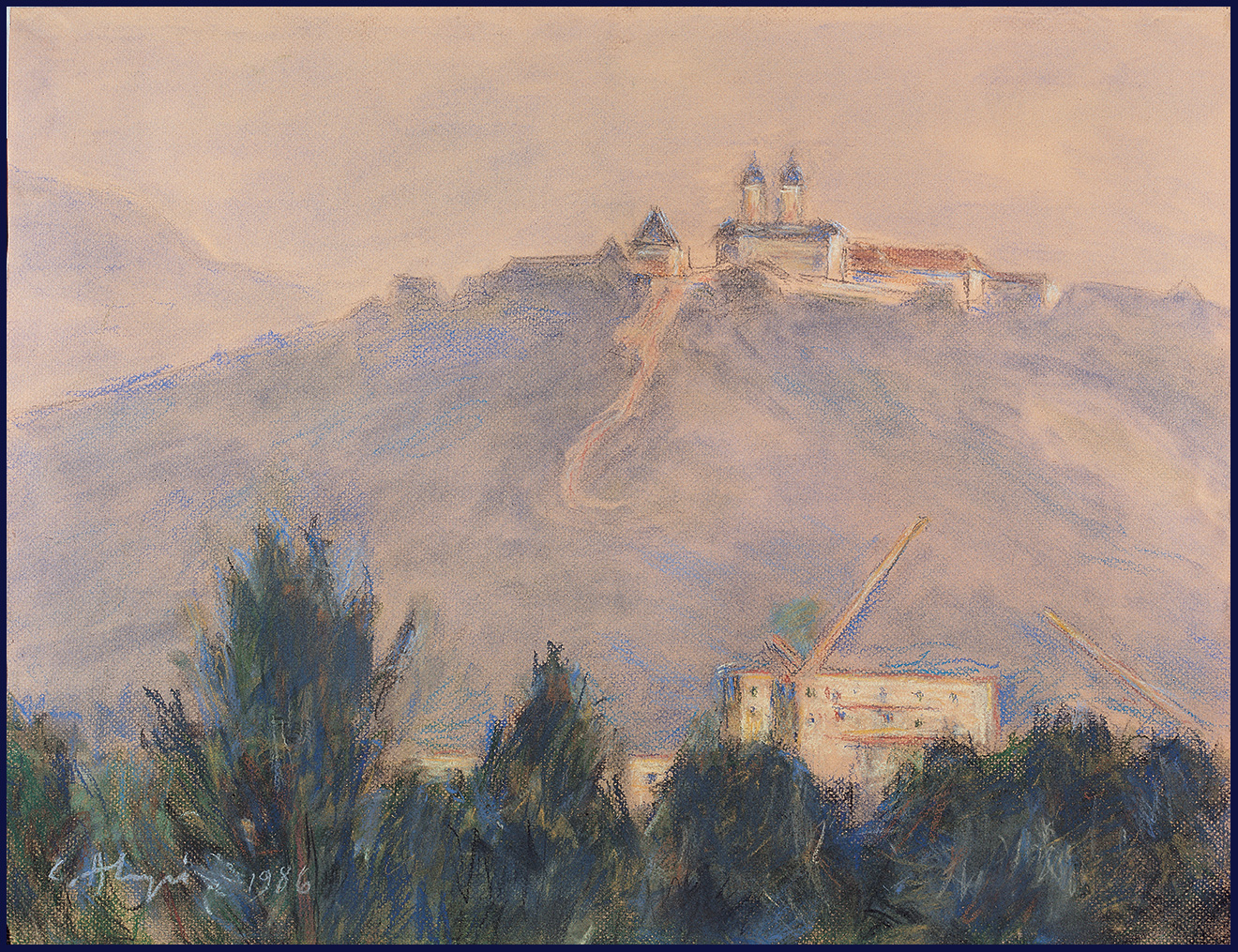
Mănăstirea Cetățuia (Iași) (1986), pastel, 50 x 64 cm, colecție particulară.
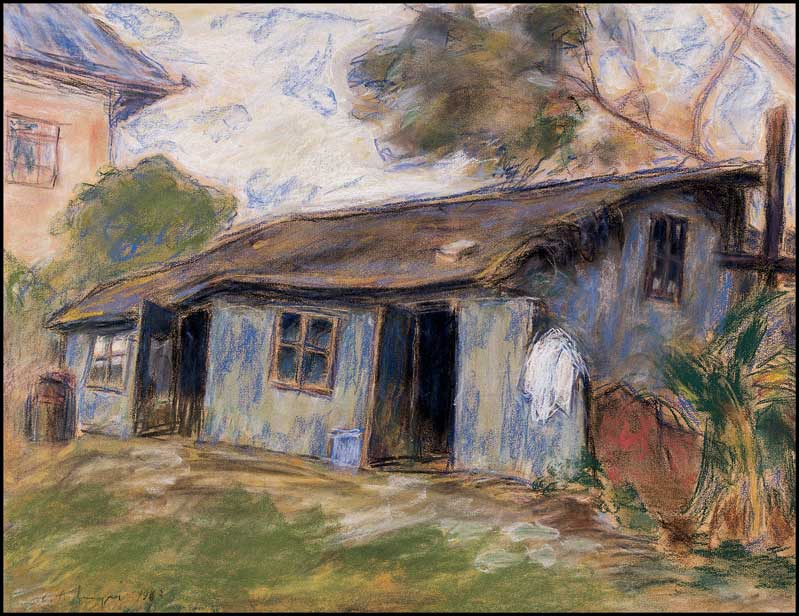
Magherniță la Iași (1983), pastel, 50 x 65 cm, colecție particulară.
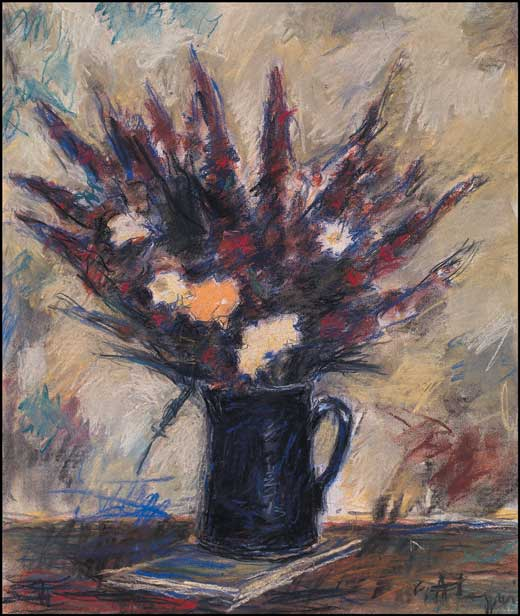
Busuioc (poate anii '80), pastel, 53 x 45 cm, colecție particulară.
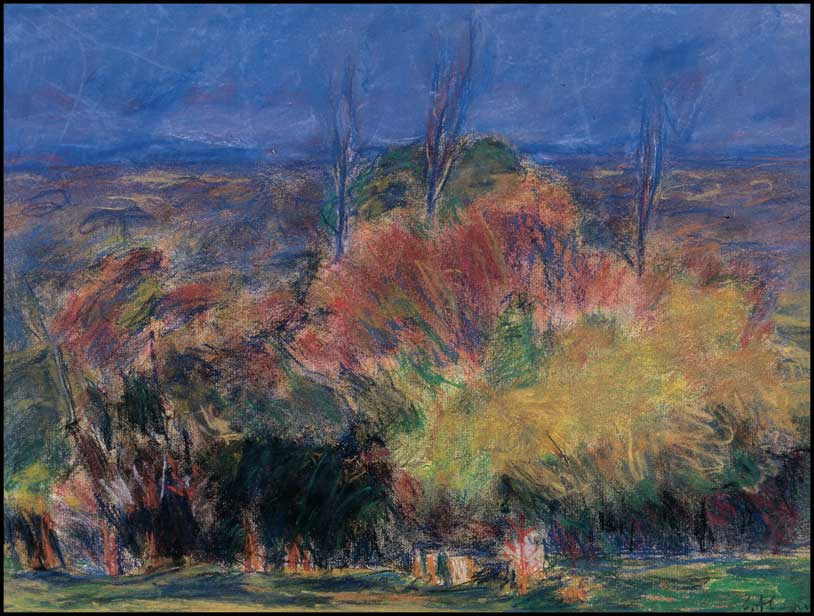
Toamna în Bucium (1982), pastel, 43 x 57 cm, colecție particulară.
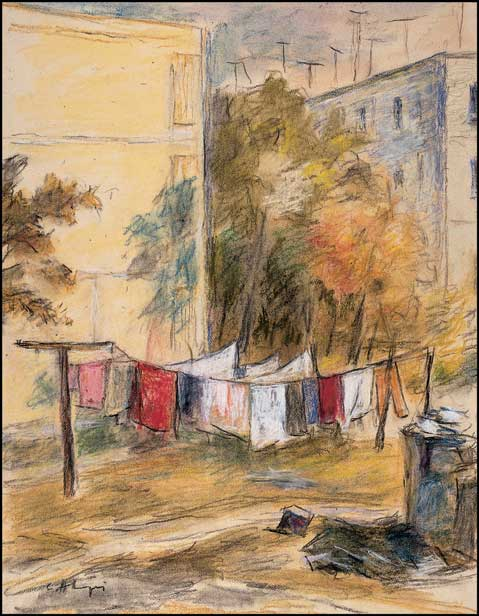
Printre blocuriile Iașului (Splai Bahlui nr14) (anii '80), pastel, 65 x 50 cm, colecție particulară.
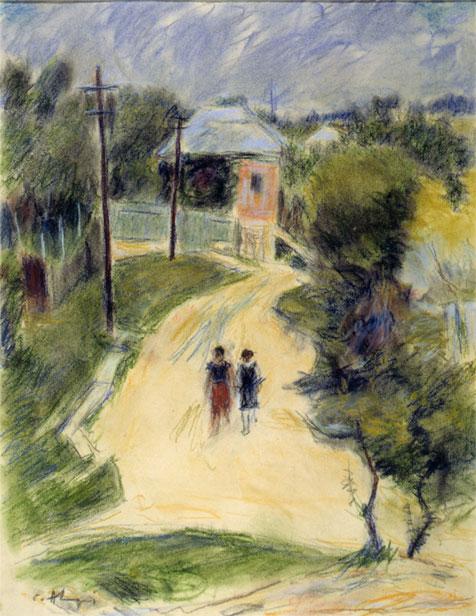
La plimbare (Uliță din Bucium) (poate anii '80), pastel, 65 x 49 cm, colecție particulară.
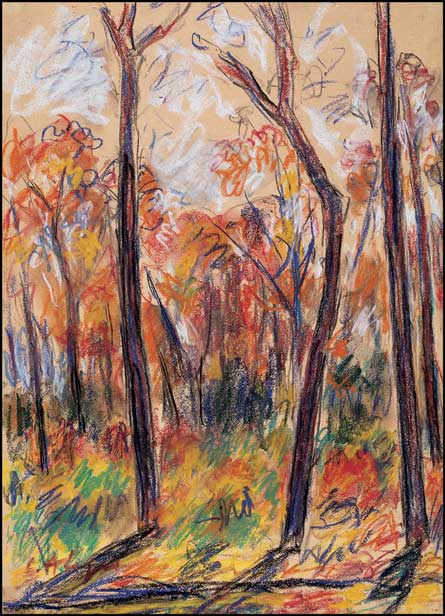
Pădure toamna (circa anii '80), pastel, 48 x 34 cm, colecție particulară.
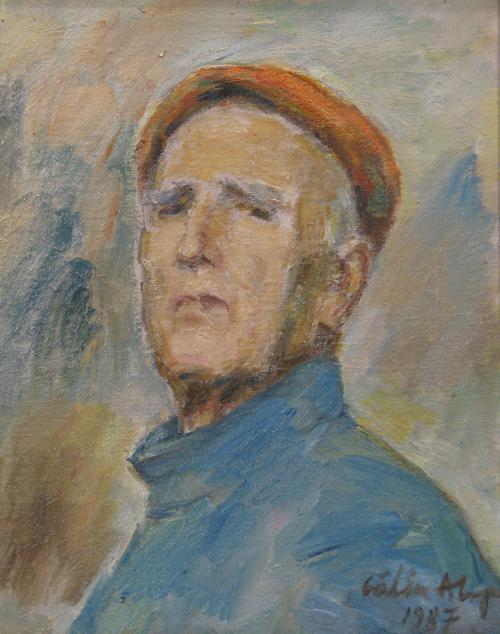
Ultimul autoportret (1987), ulei pe pânză, 50 x 40 cm, colecție particulară.